# Ирис гильбоа
Ирис гильбоа (лат. Iris haynei) — вид растений из рода ирис. Эндемик региона Самария, растёт в Израиле (в том числе на территории Палестинской автономии) и Иордании. Назван (на иврите) в честь горного хребта Гильбоа.
Имеет крупные ароматные цветы темно-фиолетового, фиолетового, лилового, коричневато-фиолетового или темно-сиреневого цвета с прожилками или крапинками на бледном фоне. 
Летом растение требует очень сухих условий, поэтому оно редко культивируется.
Латинский эпитет haynei относится к William Amherst Hayne (1847–1873), (из Тринити-колледжа в Кэмбридже),, ботанику и спутнику Тристрама.